# Eupithecia lavicata
Eupithecia lavicata là một loài bướm đêm trong họ Geometridae.